# Songo Mnara
Songo Mnara byl významný přístav východní Afriky, v současné době se jedná především o archeologickou lokalitu v Tanzanii.

## Geografická poloha
Pozůstatky někdejšího přístavu a obchodního střediska Songo Mnara se nacházejí na severozápadním výběžku stejnojmenného ostrova v Indickém oceánu, necelých 5 km jižně od ostrova Kilwa a zhruba 11 km jihovýchodně od neméně významného historického přístavu Kilwa Kisiwani.

## Světové dědictví
V roce 1981 byla Songo Mnara společně s bývalým přístavem Kilwa Kisiwani zařazena na seznam světového dědictví UNESCO, od roku 2004 je vedena i na seznamu světového dědictví v ohrožení. Důvodem je zejména stále se zhoršující stav památek vlivem povětrnostních podmínek.